# Le Thil-Riberpré
Le Thil-Riberpré là một xã trong vùng hành chính Normandie, thuộc tỉnh Seine-Maritime, quận Dieppe, tổng Forges-les-Eaux. Tọa độ địa lý của xã là 49° 38' vĩ độ bắc, 1° 34' kinh độ đông. Le Thil-Riberpré nằm trên độ cao trung bình là 199 mét trên mực nước biển, có điểm thấp nhất là 143 mét và điểm cao nhất là 239 mét. Xã có diện tích 10,09 km², dân số vào thời điểm 1999 là 183 người; mật độ dân số là 18 người/km².

## Thông tin nhân khẩu
| 1962 | 1968 | 1975 | 1982 | 1990 | 1999 |
| ---- | ---- | ---- | ---- | ---- | ---- |
| 202  | 229  | 202  | 192  | 204  | 183  |

## Địa điểm tham quan
- Nhà thờ Đức Bà từ thế kỉ thứ 13.